# Tetragonia caesia
Tetragonia caesia är en isörtsväxtart som beskrevs av Robert Stephen Adamson. Tetragonia caesia ingår i släktet tetragonior, och familjen isörtsväxter. Inga underarter finns listade i Catalogue of Life.